# Amtmand
Amtmand – duńskie stanowisko zarządcy miasta odpowiadające mniej więcej prefektowi lub wojewodzie. Zostało utworzone na mocy dekretu, który wydał król Danii Fryderyk V Oldenburg w lutym 1662 roku. Stanowiska te istnieją do dziś, choć ich kompetencje wielokrotnie się zmieniały.